# Chiesa della Madonna della Strada (Nurallao)
La chiesa della Madonna della Strada è una chiesa campestre situata in territorio di Nurallao, centro abitato della Sardegna centrale. Consacrata al culto cattolico, fa parte della parrocchia di San Pietro, arcidiocesi di Oristano.